# Hutchison Whampoa
Hutchison Whampoa Limited (HWL, kinesisk: 和記黃埔有限公司) (HKEX: 0013) er et multinationalt konglomerat fra Hongkong. Virksomheden er bl.a. engageret i havne og telekommunikation i 14 lande. Inden for telekommunikation drives brandet 3. Forretningsområder i konglomeratet inkluderer også detailhandel, ejendomsinvesteringer og infrastruktur. 49,97 % af aktierne i Hutchison Whampoa er ejet af Cheung Kong (Holdings).

## Historie
Oprindeligt var Hutchison Whampoa to separate virksomheder, der begge blev etableret i det 19. århundrede. Hong Kong and Whampoa Dock blev etableret i 1863 af den britiske købmand John Duflon Hutchison, og Hutchison International blev etableret i 1877.
I 1960'erne fik Hutchison International en dominerende andel i Hong Kong and Whampoa Dock,og i 1977 overtog Hutchison hele Hong Kong and Whampoa Dock, hvorefter Hutchison Whampoa Limited blev skabt. 
Til trods for en række værdifulde ejendomsinteresser i havne og detailhandel, så fik virksomheden økonomiske vanskeligheder og Hongkong and Shanghai Banking Corporation (HSBC), overtog 22 % af virksomheden.
25. september 1979 solgte HSBC sine aktier til Cheung Kong for HK$ 639 mio.

## Forretningsområder
HWL driver forretninger i 54 lande og har omkring 230.000 medarbejdere på verdensplan. Virksomhedens seks kerneområder er:
- Havne og havnerelaterede services
- Ejendomme og hoteller
- Detailhandel
- Energi, Infrastruktur, Investeringer og andet
- Telekommunikation
- Video Delivery løsninger